# Potion
Potion is een nummer van de Schotse DJ en producer Calvin Harris, in samenwerking met de Engelse zangeres Dua Lipa en de Amerikaanse rapper Young Thug. Het lied werd uitgebracht op 27 mei 2022 als de eerste single van Harris' aankomende zesde studioalbum Funk Wav Bounces Vol. 2 (2022). Het nummer is de tweede samenwerking tussen Harris en Lipa na hun wereldhit 'One Kiss' uit 2018, terwijl Thug dan weer eerder te zien was op Harris 'single' Heatstroke uit 2017.

## Achtergrond
Na de aankondiging van zijn zesde studioalbum Funk Wav Bounces Vol. 2 in april 2022, kondigde Harris op 23 mei aan dat hij de volgende vrijdag een nieuwe single zou uitbrengen, samen met het plaatsen van een teaser van het nummer. Geruchten begonnen toen de ronde te doen dat het nummer "Potion" heette en dat Dua Lipa en Young Thug de gastartiesten zouden zijn. De volgende dag plaatste Harris een TikTok -video waarin hij de titel "Potion" bevestigde, enkele van de instrumentals uitlegde aan het publiek en Lipa's betrokkenheid bevestigde, door middel van een FaceTimeing liet zien, in de video. Ook werd die dag gemeld dat Young Thug er ook bij betrokken zou zijn.   Harris kondigde de single de volgende dag formeel aan.

## Hitnoteringen

### Nederlandse Top 40
| Hitnotering: 04-06-2022 t/m 09-07-2022 | Hitnotering: 04-06-2022 t/m 09-07-2022 | Hitnotering: 04-06-2022 t/m 09-07-2022 | Hitnotering: 04-06-2022 t/m 09-07-2022 | Hitnotering: 04-06-2022 t/m 09-07-2022 | Hitnotering: 04-06-2022 t/m 09-07-2022 | Hitnotering: 04-06-2022 t/m 09-07-2022 | Hitnotering: 04-06-2022 t/m 09-07-2022 |
| Week:                                  | 1                                      | 2                                      | 3                                      | 4                                      | 5                                      | 6                                      |                                        |
| -------------------------------------- | -------------------------------------- | -------------------------------------- | -------------------------------------- | -------------------------------------- | -------------------------------------- | -------------------------------------- | -------------------------------------- |
| Positie:                               | 38                                     | 31                                     | 31                                     | 31                                     | 31                                     | 40                                     | uit                                    |

### NederlandseSingle Top 100
| Positie: | 52 | 52 | 47 | 45 | 45 | 46 | 68 | uit |